# Henrik Svensson
Kurt Henrik Svensson, född 20 december 1975 i Katarina församling, Stockholms län, är en svensk låtskrivare, producent, trummis och  gitarrist. Sedan slutet av 1990-talet är han trummis i Doktor Kosmos, till en början under namnet Den nye men numera under eget namn. Svensson har även varit medlem i popgruppen Fint Tillsammans och gitarrist i bandet Hets. Svensson har även spelat gitarr med Moneybrother och producerat dennes skivor Pengabrorsan och Mount Pleasure.  Tillsammans med Karolina Stenström har han duon Psykakuten.

## Filmmusik
- 2003 – Mamma pappa barn
- 2002 – Stackars Tom
- 2002 – Semesterplaner